# الخليج تايمز
خليج تايمز هي صحيفة يومية تنشر في دبي باللغة الإنجليزية  منذ 16 أبريل 1978، وهي أول صحيفة يومية تصدر باللغة الإنجليزية في الإمارات العربية المتحدة.

## عنها
بدأت الصحيفة من خلال شراكة بين حكومة الإمارات العربية المتحدة، و Galadari Brothers ومجموعة Dawn Group في نشر الصحيفة اليومية منذ 16 أبريل 1978  تألف الفريق المؤسس وقتها من محمود هارون، مزمل أحمد، إم جي زاهدي، مالكولم باين (رئيس التحرير الأول) وإقبال نوري (المسؤول عن التداول). وسرعان ما انضم إليهم باتريك هايلند الذي كان مسئول عن الإعلان والترويج.
تضم هيئة تحرير الصحيفة العديد من الجنسيات، معظمهم من شبه القارة الهندية (الهند وباكستان وبنغلاديش وسريلانكا)، إضافة إلى عدد من الإماراتيين المحليين والمصريين والسوريين والأردنيين واللبنانيين والمكسيكيين والبريطانيين والأمريكيين والفلبينيين.

### أقسام الصحيفة
تضم الصحيفة قسم الأخبار العامة، ونمط الحياة والترفيه، وقسم الأعمال، والقسم الرياضي، ومجلة WKND، وقسم الإعلانات المبوبة (Buzzon). ويعتقد أنها تطبع حوالي 49000 نسخة، بالإضافة إلى أنها تغطي البحرين وعمان والكويت وقطر والمملكة العربية السعودية من خلال شبكة توزيع مخصصة، وتتكون الصحيفة أيضًا من تقارير وملاحق خاصة تسمح بإعلانات المجتمع والخدمات الأخرى. ويعتبر منافسيها الرئيسيين هم ذا ناشيونال  وأخبار الخليج وسابقا 7DAYS، التي أغلقت في ديسمبر الأول عام 2016.
أظهرت بيانات Ipsos في عام 2009 أن معدلات القراءة تبلغ 78.8 ٪  ، وبذلك تمتلك الصحيفة بصمة رقمية قوية، وقد احتل موقعها المرتبة الـ 15 في قائمة المواقع الأكثر شعبية في الإمارات العربية المتحدة في 20 يونيو 2018 حسب بيانات أليكسا، إلا أنه اعتبارًا من 20 يونيو 2018 لم يتم تصنيف الصحيفة في قائمة أفضل 20 موقع الكترونى، في حين كانت النسخة الإلكترونية هي الموقع الحادي والعشرون الذي تمت زيارته في عام 2010 في منطقة الشرق الأوسط وشمال إفريقيا .
في أواخر عام 2016 قامت شركة خليج تايمز كجزء من إعادة الهيكلة بتسريح ما يصل إلى 30 موظفًا، وقد تم فصل الموظفين منذ ذلك الحين لتعويض الخسائر، إضافة إلى تخفيض صفحات الصحيفة إلى أقل من النصف.
في يوليو 2018 ، قامت الخليج تايمز بطرح خدمة اشتراك إخبارية مجانية على WhatsApp ، وإرسال تحديثات إخبارية منتظمة كل يوم لمشتركيها.

## منشورات إضافية

### يونج تايمز:
مجلة تستهدف الأطفال، في سن 9-14 عامًا وكانت وقتها تعتبر مجلة شعبية بين الفئة العمرية المستهدفة، وقد توقفت صحيفة الخليج تايمز عن نشرها في عام 2008، وأعادت دار النشر إطلاقها من جديد في 10 يناير 2018 ، بعد انقطاع دام أكثر من 9 سنوات.

### KT Buzzon
صحيفة منفصلة من 28 إلى 32 صفحة تنشر يوميًا جنبًا إلى جنب مع صحيفة الخليج تايمز الرئيسية، وهي تنشر إعلانات محلية عن السيارات والعقارات والتوظيف والخدمات التعليمية وإعلانات الزواج.

### مجلة WKND
تنشر يوم الجمعة وتناقش مجموعة من المواضيع التي تهم الرجال والنساء والأطفال، تتوازن القصص بين الموضوعات والمواضيع ذات الاهتمام المحلي والأهمية الدولية.

### الخليج تايمز أون لاين:
هو الوجه العالمي للصحيفة على الإنترنت، حيث يقدم عبر الإنترنت قصصًا واخبار حصرية إضافية غير موجودة في النسخة المطبوعة.
و تنشر صحيفة الخليج تايمز سبوت لايت ملاحق خاصة في الأيام الوطنية لدول بما في ذلك الإمارات العربية المتحدة وباكستان والهند.

## روابط خارجية
- الموقع الرسمي
- Today's Khaleej Times front page at the Newseum website